# 光唇鱼
光唇鱼（学名：Acrossocheilus fasciatus），又称溪石斑鱼、带斑光唇鱼、淡水石斑鱼，为輻鰭魚綱鯉形目鲤科光唇鱼属的一种小型杂食性经济鱼类，是中国的特有物种。分布于江苏、浙江、安徽、福建及台湾等，一般生活于山区小河流中，體長可達19.2公分。体侧有6条横纹。该物种的模式产地在上海。
光唇鱼肉质细嫩、口味鲜美且具有观赏价值。

## 扩展阅读
維基物種上的相關：光唇鱼